# Adam Petri
Adam Petri, também conhecido como Adamus Petrus (Langendorf, Francônia, 1454 — Basileia, 15 de novembro de 1527), foi um editor, publicador e livreiro suíço.

## Publicações
- Der schlüssel Dauid, 3 Jan 1523
- Regimen wider die Pestilenz, Berchtold Barter
- Ad omnes qui christum, seu regnum Dei, ex animo quaerunt / Ulrichi Hugvaldi epistola, 1522
- Das Alte Testament deutsch: Der ursprunglichen Hebreischen warheit nach auffs trewlichst verdeutscht : Und yetzmals in disem truck durch den tolmetschen erleüchtet mit vil hübschen der besunder schweren ortten ausslegungen und erklerung, Die keyn ander drück haben / [übers. M. Luther] (O Velho Testamento em alemão de Martinho Lutero), 1523
- Ambrosius Calepinus Bergomates, professor devotus ordinis Eremitarum sancti Augustini, Dictionum latinarum e greco pariter dirivantium, earundemque interpretationum collector studiosissimus, Ambrogio Calepino (1435-1511)
- Dat Boek des hillighen Evangelij: Prophetien unde Epistelen aver dat ghantze Jaer : mit der glosen unde Exempelen, 1517